# Johan Peter Gumbert
Johan Peter Gumbert, connu sous le nom de J. P. Gumbert, né à Nimègue (Pays-Bas) le 23 janvier 1936 et mort à Leyde (Pays-Bas) le 18 août 2016, est un professeur d'université néerlandais.

## Biographie
J. P. Gumbert est un érudit spécialisé dans les manuscrits européens médiévaux. De 1979 à 2001, il a été professeur (puis professeur émérite) de paléographie et de codicologie occidentales à l'université de Leyde.